# Espèce
Cet article concerne le sens biologique du mot « espèce ». Pour les autres significations, voir Espèce (homonymie).

L'espèce est l'unité de base de la classification du vivant.

Dans les sciences du vivant, l’espèce (du latin species, « type » ou « apparence ») est le taxon de base de la taxonomie. La définition le plus communément admise est celle du concept biologique,, : une espèce est un ensemble d'individus qui peuvent effectivement ou potentiellement se reproduire entre eux et engendrer une descendance viable et féconde, dans des conditions naturelles.
Une publication de 1997 recense cependant 22 concepts d'espèces (espèce biologique, morphologique, écologique, comportementale…) dans la littérature scientifique. Ainsi, l'espèce est la plus grande unité de population au sein de laquelle le flux génétique est possible et les individus d'une même espèce sont donc génétiquement isolés d'autres ensembles équivalents du point de vue reproductif. En particulier, le critère d’interfécondité ne peut pas toujours être vérifié : c'est le cas pour les fossiles, les organismes asexués ou pour des espèces rares ou difficiles à observer. D’autres définitions peuvent donc être utilisées :
- espèce morphologique (morphospecies) : groupe d'individus défini par des caractéristiques structurales (taille, forme…) ;
- espèce paléontologique : la plus petite lignée d’une population pouvant être définie par une combinaison unique de caractères diagnostiques ;
- espèce écologique : groupe d’organismes partageant une même niche écologique ;
- espèce phénétique : ensemble d’organismes vivants se ressemblant (critères de similitudes morphologiques, anatomiques, embryologiques, etc.) plus entre eux qu’à d’autres ensembles équivalents.

## Concept
L'espèce est un concept flou dont il existe une multitude de définitions dans la littérature scientifique. Dans son sens le plus simple, le concept de l'espèce permet de distinguer les différents types d'organismes vivants. Différentes définitions permettent d'identifier plus précisément les critères distinctifs de l'espèce. L’évolution est la différence morphologique et génétique que l’on observe d’une génération à l’autre entre ascendants et descendants, qui ne sont jamais identiques sauf en cas de clonage, et ce sont aussi les changements dans l’effectif, l'aire de répartition et les comportements d’un groupe d'individus vivants. En outre, ce nom a pu changer en raison de nouvelles découvertes, descriptions ou analyses : ainsi, un même taxon peut avoir plusieurs dénominations successives et il arrive aussi que plusieurs espèces soient identifiées là où auparavant on n'en voyait qu'une, ou inversement, que l'on regroupe au sein d'une même espèce plusieurs noms (et types) différents (par exemple larves et adultes, ou bien mâles et femelles).
Avec le temps, les conditions et indications à réunir pour définir une espèce sont devenues plus nombreuses et strictes. Même si les citoyens et les pouvoirs publics n'en sont pas toujours conscients, la formation des spécialistes en classification (taxonomie) est essentielle pour la précision et la rigueur des travaux scientifiques concernant la biodiversité (mais aussi la minéralogie, la géologie et la paléontologie).

### Concept biologique
La définition la plus communément citée est celle du concept biologique de l'espèce énoncé par Ernst Mayr (1942) : « Les espèces sont des groupes de populations naturelles, effectivement ou potentiellement interfécondes, qui sont génétiquement isolées d’autres groupes similaires ». À cette définition, il a ensuite été rajouté que cette espèce doit pouvoir engendrer une progéniture viable et féconde. Ainsi, l'espèce est la plus grande unité de population au sein de laquelle le flux génétique est possible dans des conditions naturelles, les individus d'une même espèce étant génétiquement isolés d’autres ensembles équivalents du point de vue reproductif. Mais c'est probablement Georges Buffon qui fut le premier en 1749 à construire une définition biologique de l'espèce en écrivant : « On doit regarder comme la même espèce celle qui, au moyen de la copulation, se perpétue et conserve la similitude de cette espèce, et comme des espèces différentes celles qui, par les mêmes moyens, ne peuvent rien produire ensemble ».
Le concept biologique de l'espèce s'appuie donc entièrement sur l'isolement reproductif (ou isolement génétique), c'est-à-dire l'ensemble des facteurs biologiques (barrières) qui empêchent les membres de deux espèces distinctes d'engendrer une progéniture viable et féconde. D'après Theodosius Dobzhansky, il est possible de distinguer les barrières intervenant avant l'accouplement ou la fécondation (barrières précopulatoires ou prézygotiques), et les barrières intervenant après (barrières postcopulatoires ou postzygotiques). Les barrières prézygotiques vont empêcher la copulation entre deux individus d'espèces différentes, ou la fécondation des ovules dans le cas où l'accouplement a bien lieu. Si la fécondation a lieu malgré tout, les barrières postzygotiques vont empêcher le zygote hybride de devenir un adulte viable et fécond. C'est cet isolement reproductif qui va empêcher le patrimoine génétique de chaque espèce de s'échanger librement avec les autres et ainsi d'induire la conservation de caractères propres à chaque espèce.
Pour certaines espèces, l'isolement reproductif apparait de manière évidente (entre un animal et un végétal par exemple) mais dans le cas d'espèces étroitement apparentées, les barrières sont beaucoup moins claires. Il est donc important de préciser que la reproduction entre individus d'une même espèce doit être possible en conditions naturelles et que la progéniture doit être viable et féconde. Par exemple, le cheval et l'âne sont deux espèces interfécondes mais leurs hybrides (mulet, bardot) le sont rarement ; la progéniture n'est pas féconde, il s'agit bien de deux espèces différentes. De même, certaines espèces peuvent être croisées artificiellement mais ne se reproduisent pas ensemble dans le milieu naturel.
Néanmoins, le concept biologique de l'espèce possède certaines limites. L'isolement reproductif ne peut pas être déterminé dans le cas des fossiles et des organismes asexués (par exemple, les bactéries). De plus, il est difficile d'établir avec certitude la capacité d'un individu à s'accoupler avec d'autres types d'individus. Dans de nombreux groupes de végétaux (bouleau, chêne, saule…), il existe beaucoup d'espèces qui se croisent librement dans la nature sans que les taxonomistes les considèrent comme une seule et même espèce pour autant. De nombreuses autres définitions ont donc également cours pour passer outre aux limites du concept biologique de l'espèce.

### Autres concepts
Le concept morphologique de l'espèce est le concept le plus généralement utilisé en pratique. Il consiste à identifier une espèce d'après ses caractéristiques structurales ou morphologiques distinctives. L'avantage de ce concept est qu'il est applicable aussi bien chez les organismes sexués qu'asexués et ne nécessite pas de connaître l'ampleur du flux génétique. Néanmoins, l'inconvénient majeur de ce concept réside dans la subjectivité de sa définition de l'espèce, qui peut aboutir à des désaccords quant aux critères retenus pour définir une espèce.
Une autre définition repose sur la notion de ressemblance (ou au contraire de degré de différence), concept encore très utilisé en paléontologie, où il n’y a pas d’autre option. Certains auteurs utilisent même ces deux principes pour définir les espèces.
L’étude de l’ADN permet de rechercher des ressemblances non visibles directement sur le plan physique (phénotype). Mais le critère quantitatif (nombre de gènes identiques) masque le critère qualitatif, par définition non mesurable. Ainsi, la classification des Orchidées de type Ophrys fait ressortir un grand nombre d’espèces, visiblement différentes (donc du point de vue phénotype) alors que leurs génotypes se sont révélés très proches. Le critère de ressemblance génétique est utilisé chez les bactéries (en plus des ressemblances phénotypiques). On sépare les espèces de manière que la variation génétique intraspécifique soit très inférieure à la variation interspécifique.
L’espèce biologique est aujourd’hui le plus souvent définie comme une communauté reproductive (interfécondité) de populations. Si cette définition se prête assez bien au règne animal, il est moins évident dans le règne végétal, où se produisent fréquemment des hybridations. On associe souvent le double critère de réunion par interfécondité et séparation par non-interfécondité, pour assurer la perpétuation de l’espèce.
Il existe aussi le concept d'espèce écologique, à relier à la notion de niche écologique. Une espèce est censée occuper une niche écologique propre. Cela revient à associer une espèce à des conditions de vie particulière. Cette définition proposée par Hutchinson et par Van Valen souffre des problèmes de recouvrement de niche (plusieurs espèces dont les niches sont très proches voire indiscernables).
Les espèces déterminantes sont des espèces retenues par certaines méthodes parce qu'elles sont remarquables pour la biodiversité ou menacées et jugées importantes dans l'écosystème (ou représentatives d'un habitat ou de l'état de l'écosystème) aux niveaux régional, national ou supranational pour élaborer certains zonages (habitats déterminants, trame verte et bleue, ZNIEFF modernisées, Natura 2000, etc.).

### Problématiques
Définir l'espèce de manière absolue semble très difficile, voire impossible selon Charles Darwin. Plusieurs historiens affirment d'ailleurs que si Darwin s’était arrêté au problème de la définition de l’espèce, il n’aurait jamais publié son livre majeur L'Origine des espèces.
De manière simplificatrice, on peut ramener les diverses définitions qui ont été proposées sous trois rubriques différentes : concept typologique ou essentialiste de l'espèce (ressemblance morphologique par rapport à des individus de référence ou type) qui a prévalu pendant des siècles ; concept nominaliste (ressemblance phénoménologique des espèces qui n'ont pas d'existence) ; concept biologique ou populationnel (descendance d'ancêtres communs, liée au critère d'interfécondité) qui s’est imposé après l’avènement de la génétique mais suscite de nombreux problèmes au niveau de la classification scientifique des espèces. Ce qui a conduit des chercheurs à proposer d'abandonner la nomenclature linnéenne, de ne plus donner de noms aux différents rangs taxinomiques et d'éliminer, entre autres, le mot espèce du vocabulaire de la taxinomie. Ils veulent introduire à la place le concept de LITU (Least-Inclusive Taxonomic Unit, unité taxonomique la moins inclusive (de)) qui représenterait le plus petit taxon que l’on puisse identifier.
Une question mérite d’être posée : la notion d'espèce constitue-t-elle une simple commodité de travail, ou possède-t-elle au contraire une réalité indépendante de notre système de classification ? Possède-t-elle une véritable signification dans l’absolu ? L'espèce est-elle une classe logique à laquelle des lois sont universellement applicables, ou a-t-elle la même réalité qu'un individu (par le lignage) ? Les réponses à ces considérations relèvent de l’épistémologie et de la sémantique opérationnelle autant que de la biologie.
Le problème se complique du fait que le critère d’interfécondité présente ou absente, n'est pas toujours applicable de façon tranchée : des populations A1 et A2, A2 et A3… An-1 et An peuvent être interfécondes, alors que les populations A1 et An ne le sont pas. C'est le cas, par exemple, des populations de goélands réparties autour du globe (rapporté par Konrad Lorenz). On parle alors d’espèce en anneau (cf. variation clinale). La notion d’espèce se dissout alors dans une sorte de flou.
L'interfécondité ne permet donc pas de dire qu'il s’agit de mêmes espèces tandis que la non-interfécondité suffit à dire qu'il s'agit d'espèces différentes. Cette non-interfécondité doit être recherchée aussi et surtout dans les descendants : chevaux et ânes sont interféconds mais leurs hybrides (mulet, bardot) le sont rarement. Les deux populations forment donc des espèces différentes.
De même, certaines races de chiens (anciennement Canis familiaris) s’hybrident sans problème — et ont une descendance féconde — avec des loups communs (Canis lupus), tandis que leur hybridation avec d’autres races de leur propre espèce Canis familiaris reste bien problématique - dans le cas par exemple d’une femelle Chihuahua et d’un mâle Saint-Bernard !
Cela s’explique par deux faits : le chien domestique est très polymorphe et c’est une sélection artificielle à partir de loups, ce dont il y a maintenant des preuves génétiques. On le nomme donc désormais Canis lupus familiaris, c’est-à-dire comme sous-espèce du Loup, donc parfaitement interfécond avec lui… dans la limite de ce que permet physiquement l’utérus récepteur.
Stricto sensu, le concept d'espèce suppose une hypothèse forte qui est la transitivité des interfécondations possibles ; en d'autres termes, on suppose que si X1 est interfécond avec X2, X2 avec X3, etc., X1 sera interfécond avec Xn quelle que soit la longueur de la chaîne. Konrad Lorenz signale que cette supposition n'est pas toujours vraie, en particulier chez des oiseaux marins entre continents. Il faut d'ailleurs bien que ce genre de discontinuité existe pour qu'un phénomène de spéciation commence à apparaître lui aussi.

## Historique
Les éleveurs en avaient vraisemblablement une notion non formalisée depuis l’origine même de l’élevage. Platon spéculera que puisque l’on voit des chevaux et des vaches, mais jamais d’hybride des deux, il doit exister quelque part une « forme idéale » qui contraint un animal à être l’un ou l’autre. Aristote préfèrera pour sa part éviter ces spéculations et se contenter de répertorier dans l’Organon ce qu’il observe. Albert le Grand s’y essaiera à son tour plus tard.
Concept empirique, la notion d’espèce a évolué avec le temps et son histoire a été marquée par la pensée de grands naturalistes comme Linné, Buffon, Lamarck et Darwin. Au XVIIIe siècle, les espèces étaient considérées comme le résultat de la création divine et, à ce titre, étaient considérées comme des réalités objectives et immuables. Depuis l’avènement de la théorie de l’évolution, la notion d’espèce biologique a sensiblement évolué, mais aucun consensus n’a pu être obtenu sur sa définition.
- Dans un premier temps, on a considéré les espèces comme des entités fixes définies par des critères morphologiques. Cette conception typologique a trouvé son apogée avec les travaux de Linné et l’établissement de collections d’individus « typiques » de l’espèce.
- Lamarck est le premier à avoir une conception nominaliste de l'espèce : ce sont des groupes qui n'existent pas dans la nature, créés par les naturalistes pour les commodités de la classification.
- Selon Cuvier, une espèce peut être définie comme la collection de tous les corps organisés nés les uns des autres ou de parents communs et de ceux qui leur ressemblent autant qu’ils ne se ressemblent entre eux.
- Cette conception a évolué vers une espèce « taxinomique » pour laquelle l’analyse mathématique d’un grand nombre de critères suffirait à établir un seuil à partir duquel on pourrait dire que deux individus appartiennent à des espèces différentes.
- Les insuffisances de cette méthode ont conduit à une autre approche qui est la notion d’espèce biologique fondée essentiellement sur les critères d’interfécondité et d’isolement (Ernst Mayr, 1942), avec là encore quelques difficultés pour différencier par exemple des espèces qui ne sont naturellement pas en contact, etc.
- Ceci a conduit à amender cette définition de l’espèce en y incluant une composante écologique. À compter de 1963, Ernst Mayr définit ainsi l’espèce comme une communauté reproductive de populations, reproductivement isolée d’autres communautés et qui occupe une niche particulière dans la nature. Cette définition opérationnelle de l’espèce n’est toutefois pas exempte de problèmes (par exemple, la reconnaissance des niches).
- Une grande partie de ces problèmes peut être évitée si l’on considère l’histoire des êtres vivants. L’évolution est un processus historique et les espèces sont le résultat de l’éclatement d’espèces qui les ont précédées (spéciation). Tous les critères précédents se doivent d’être corrélés avec les relations généalogiques.
- Mais à un temps t (l'actuel), très peu d'espèces sont engagées dans un processus de spéciation, et en grande majorité, les espèces se reconnaissent très bien, il y a très peu d'hybridations spécifiques, même si le systématicien les confond…

Une espèce est donc un lignage simple qui possède ses propres tendances évolutives et son propre destin historique (d’après Delforge P Guide des Orchidées d’Europe… Delachaux et Niestlé 1994). La notion de « destin » ne possède pas d'assise scientifique : “sa propre historique” correspond mieux à ce qui est observé comme à l'objet des recherches en cours. La notion de “lignage simple” doit aussi être nuancée car, comme on l’a vu, une certaine interfécondité reste possible entre certaines espèces proches : il peut en résulter des descendants féconds aux caractéristiques plus adaptées à leur milieu qui formeront peut-être avec le temps une espèce à part entière.

## Spéciation et durée de vie des espèces
La spéciation est le processus évolutif par lequel de nouvelles espèces apparaissent. La spéciation est à l'origine de la diversité biologique et constitue donc le point essentiel de la théorie de l'évolution. La spéciation peut suivre deux voies : l'anagénèse et la cladogénèse. L’anagénèse est une accumulation de changements graduels au cours du temps qui transforment une espèce ancestrale en une nouvelle espèce, cette voie modifie les caractéristiques d'une espèce mais ne permet pas d'augmenter le nombre d'espèces. La cladogénèse est la scission d'un patrimoine génétique en au moins deux patrimoines distincts, ce processus est à l'origine de la diversité biologique car il permet d'augmenter le nombre d'espèces.
En se basant sur les intervalles couverts par les espèces fossiles que l'on répertorie dans les sédiments bien datés, la durée de vie moyenne d'une espèce est de 4  à   5 millions d'années environ. Certaines évoluent plus vite, tels les mammifères et les oiseaux qui ont une durée de vie moyenne de l'ordre d'un million d'années, d'autres moins vite tels les bivalves qui atteignent environ 10 millions d'années par espèce. L'extinction d'un genre se produit quant à elle en moyenne après 20 millions d'années d'existence.

## Taxonomie

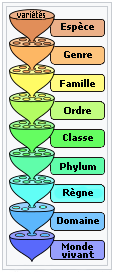
Principaux rangs taxonomiques

En taxonomie, l’espèce est le taxon de base de la systématique, dont le rang se trouve juste en dessous du genre.
Une espèce vivante ou fossile est désignée suivant les règles de la nomenclature binominale, établie par Carl von Linné au milieu du XVIIIe siècle. Suivant cette norme, le nom d'une espèce est constituée d'un binom latin (on dit habituellement binôme par erreur de traduction du terme anglais binomen et pas binomial) qui combine le nom du genre avec une épithète spécifique. Autant que possible, le nom est suivi de la citation du nom de l'auteur, abrégé (en botanique) ou complet (en zoologie), qui a le premier décrit l'espèce sous ce nom. Le nom de l’espèce est l’ensemble du binom, et pas seulement l’épithète spécifique, suivi du nom d'auteur et de la date de description.
Par exemple, les êtres humains appartiennent au genre Homo et à l’espèce Homo sapiens Linné, 1758.
Les noms scientifiques des espèces (en latin scientifique) s’écrivent en italique. Le genre prend une majuscule initiale tandis que l'épithète spécifique reste entièrement en minuscule.
Quand le genre est connu mais que l'espèce n'est pas déterminée, il est d’usage d’utiliser comme épithète provisoire l’abréviation du latin species : « sp. », à la suite du nom du genre. Quand on veut désigner plusieurs espèces ou toutes les espèces[réf. nécessaire] d'un même genre, c'est l'abréviation « spp. » (pour species pluralis) qui est ajoutée. De même, « sous-espèce » est abrégé en « ssp. » (pour sub-species) et « sspp. » au pluriel (pour sub-species pluralis). Ces abréviations sont toujours écrites en caractères romains.
La nomenclature binominale, ainsi que d’autres aspects formels de la nomenclature biologique, constitue le « système linnéen ». Ce système de nomenclature permet de définir un nom unique pour chaque espèce, valable dans le monde entier, contrairement à la nomenclature vernaculaire.

## Sous-espèce
Au sein d’une espèce donnée, une sous-espèce consiste en un groupe d’individus qui se trouvent isolés (pour des raisons géographiques, écologiques, anatomiques ou organoleptiques) et qui évoluent en dehors du courant génétique de la sous-espèce nominative, de référence.
Au bout d’un certain temps, ces groupes d’individus prennent des caractéristiques spécifiques qui les différencient l'une de l'autre. Ces caractères peuvent être nouveaux (apparition à la suite d'une mutation par exemple), mais dépendent de la fixation de caractéristiques variables chez l’espèce de base.
Ces deux bergeronnettes mâles ont été décrites comme deux sous-espèces différentes d’une même espèce, Bergeronnette grise :

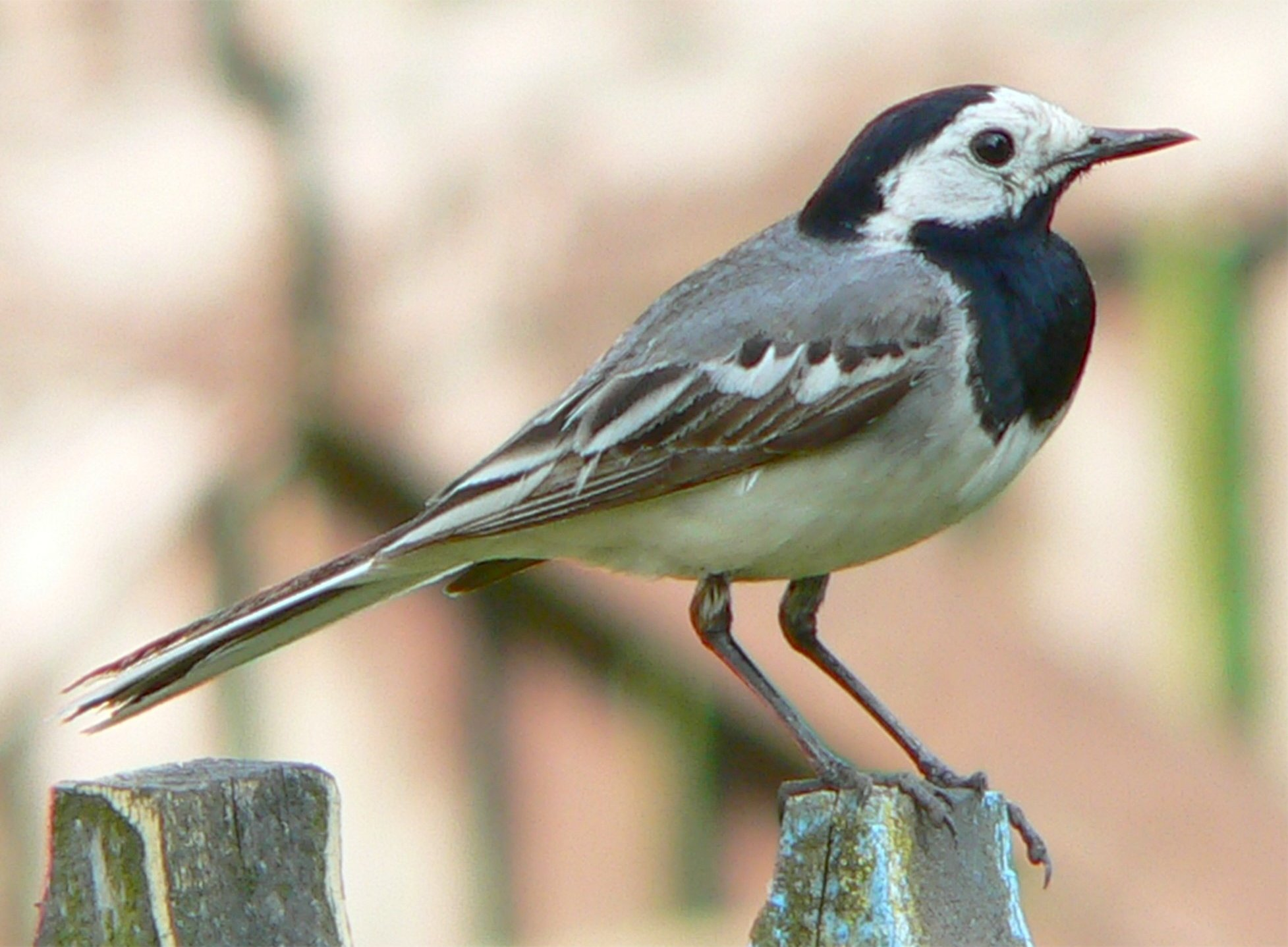
Bergeronnette grise, Motacilla alba alba
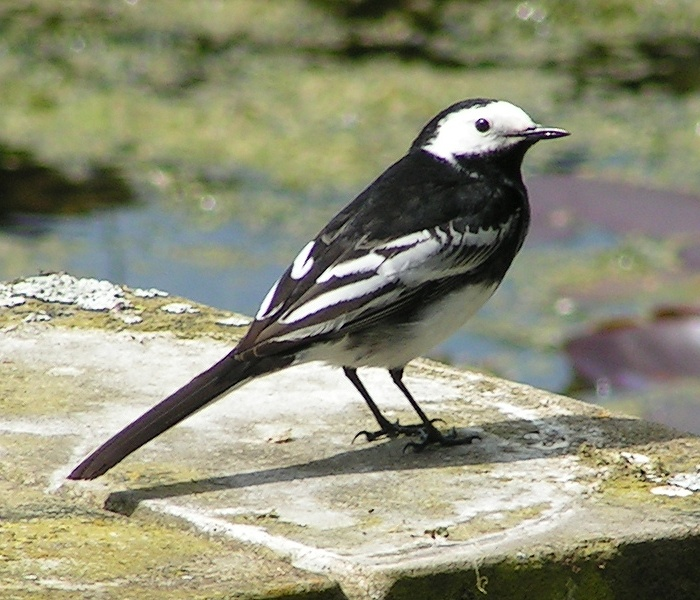
Bergeronnette de Yarrell, Motacilla alba yarrellii.

Des sous-espèces différentes ont souvent la possibilité de se reproduire entre elles, car leurs différences ne sont pas (encore) suffisamment marquées pour constituer une barrière reproductive.
On peut s’interroger sur la validité de la définition d’une sous-espèce sachant que la définition du terme espèce reste fluctuante et controversée. Il en est ici de même et toutes les limites de la définition d’une espèce s’appliquent également pour celle d’une sous-espèce.

## Recensement
Carl von Linné recensait au XVIIIe siècle environ 6 000 espèces végétales et 4 400 espèces animales différentes dans la dixième édition (1758) du Systema Naturae. Depuis cette époque et jusqu'en 2014, près de 1,9 million d'espèces ont été décrites mais aujourd’hui, personne ne peut dire avec précision le nombre d’espèces existant sur la planète,. Différentes estimations donnent un nombre total d'espèces variant entre à 3 et 100 millions. Un consensus récent a proposé un nombre précis minimum de 8,7 millions d’espèces (à l’exception des bactéries, trop difficiles à estimer). On décrit actuellement entre 16 000 et 18 000 nouvelles espèces par an, dont 10 % sont issues du milieu marin.

### Eucaryotes
Les eucaryotes sont les animaux, les champignons, les plantes, les protozoaires… Alors qu’on estime qu'entre 5 ± 3 millions d’espèces vivantes sur la planète Terre ont été découvertes (avec des extrapolations jusqu'à plus de 100 millions d'espèces à découvrir), seulement 1,5 à 1,8 million d'espèces ont été décrites scientifiquement (témoin des difficultés liées à la notion d’espèce, ce nombre lui-même reste flou). Les espèces marines ne représentent que 13 % de l'ensemble des espèces décrites, soit environ 275 000, dont 93 000 pour les seuls écosystèmes coralliens.
La grande majorité des espèces non décrites sont des insectes (4 à 100 millions d'espèces suivant les estimations, qui vivraient principalement sur la canopée des forêts tropicales), des némathelminthes (ou vers ronds : 500 000 à 1 000 000 d'espèces), et des eucaryotes unicellulaires : protozoaires ou protophytes, certains oomycètes, anciennement considérés comme des champignons, aujourd’hui classés dans les straménopiles ou les myxomycètes (moisissures visqueuses maintenant classées dans plusieurs groupes de protistes).
Selon la liste rouge de l'UICN de 2006 et les données les plus récentes, les espèces vivantes décrites peuvent être réparties comme suit :
- 312 655 plantes, dont :
  - 25 000 macroalgues,
  - 15 000 mousses,
  - 13 025 fougères,
  - 980 gymnospermes,
  - 199 350 dicotylédones,
  - 59 300 monocotylédones ;
- 74 000 à 120 000 champignons, dont :
  - 32 000 ascomycètes,
  - 17 000 basidiomycètes ;
- 10 000 lichens ;
- 1 503 691 animaux :
  - 30 000 protozoaires,
  - 1 413 050 invertébrés, dont :
    - 1 148 000 arthropodes, dont 1 000 000 insectes[32], 80 000 arachnides[33], 55 000 crustacés[34], 13 000 myriapodes,
    - 115 850 mollusques[35],[36], dont 100 000 gastéropodes[37], 15 000 bivalves[38], 850 céphalopodes[39],
    - 80 000 vers ronds[40],

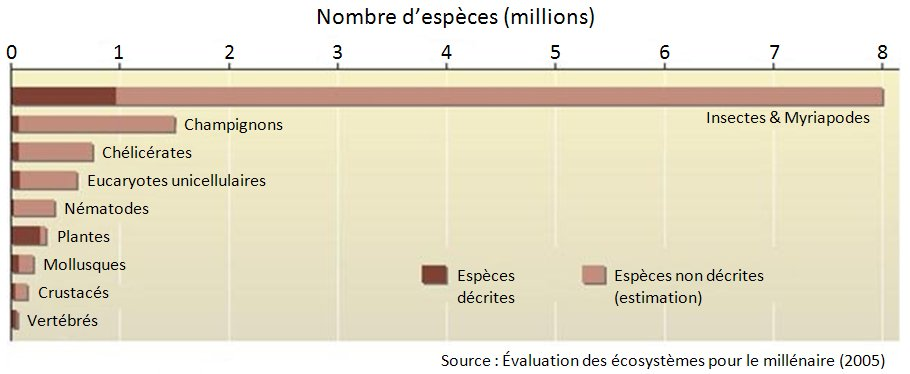
Espèces décrites et non décrites de quelques groupes d'êtres vivants.

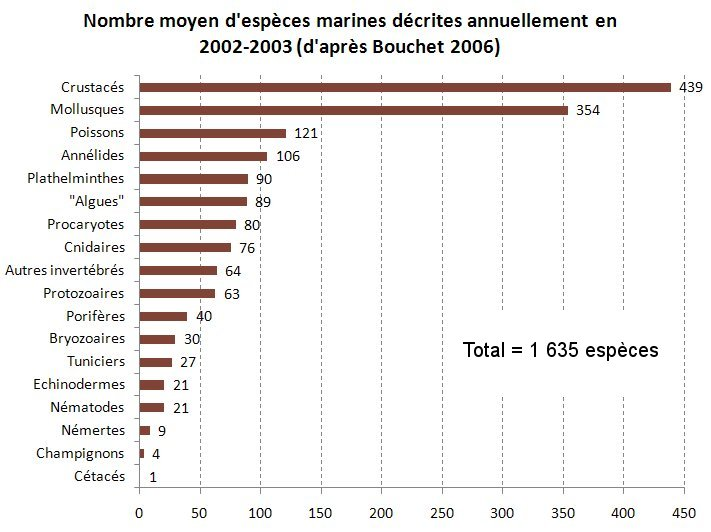

    - 20 000 vers plats[41] (dont 75 % de parasites),
    - 15 000 annélides[42],
    - 10 000 cnidaires[43],[44],
    - 9 000 éponges[45],[46],
    - 7 000 échinodermes[47],[48],
    - 5 700 bryozoaires[49],
    - 2 500 tuniciers[50],

  - 60 641 vertébrés :
    - 108 agnathes (lamproies et myxines),
    - 900 poissons cartilagineux[51] (requins, raies et chimères),
    - 30 000 poissons osseux[51],[52],
    - 5 743 amphibiens[53],
    - 8 240 reptiles,
    - 10 234 oiseaux,
    - 5 416 mammifères.

Environ 16 000 nouvelles espèces sont décrites chaque année, dont 1 600 espèces marines et près de 2 000 espèces de plantes à fleur (369 000 espèces répertoriées en 2015).
On estime qu’environ dix espèces disparaissent naturellement (c’est-à-dire hors de l’intervention de l’espèce humaine) chaque année, ou une sur 50 000 par siècle. Mais il en est qui disparaissent aussi du fait de l’homme (voir dodo, diversité génétique…) : Edward Osborne Wilson en évalue le nombre à plusieurs milliers par an. D’après l’Évaluation des écosystèmes pour le millénaire de 2005, le taux de disparition des espèces depuis deux siècles est dix à cent fois supérieur au rythme naturel (hors grandes crises d'extinction), et sera encore multiplié par dix d'ici 2050, soit 1 000 à 10 000 fois le rythme d'extinction naturel.

### Procaryotes
Dans les deux autres grands groupes du vivant (les archées et les bactéries), la notion d'espèce est sensiblement différente,. Le nombre total est encore moins bien connu que chez les eucaryotes, avec des estimations qui varient entre 600 000 et 6 milliards d'espèces… contre seulement 7,300 espèces de bactéries connues à l'heure actuelle,.

## Orthographe
Suivi ou précédé d'un adjectif, on écrit une espèce bovine, une espèce protégée, etc. Suivi d'un substantif, on écrit l'espèce Mulot sylvestre ou l'espèce Apodemus sylvaticus.
« Une espèce de » est suivi d'un singulier ou d'un pluriel, selon que cette expression est prise dans le sens d'une approximation (sorte de) ou d'une population (groupe de). En français usuel, on écrit « Le bonobo est une espèce de singe » (une sorte de singe) mais un biologiste écrira de préférence « Le Bonobo est une espèce de primates » (un groupe de primates). En effet, en biologie, suivi d'un déterminant introduit par « de », on écrit une espèce (ou une sous-espèce) de mammifères, d'oiseaux, de reptiles ou bien des espèces d'insectes. Sous entendu, une « population à caractères stables » de mammifères, oiseaux, etc.[pas clair]
Exemple : « Solanum juzepczukii est une espèce de plantes herbacées et tubéreuses de la famille Solanaceae » ou « la floraison de chaque espèce de plantes vivaces ».
On utilise les abréviations « sp. » au singulier et « spp. » au pluriel, qui correspondent au mot latin species. Cette abréviation s'emploie souvent après le nom d'un genre, pour indiquer « espèce non précisée », par exemple Russula sp. signifie « espèce du genre Russule ».